# Snarøya
Koordinaten: 59° 52′ 57,4″ N, 10° 36′ 46,4″ O

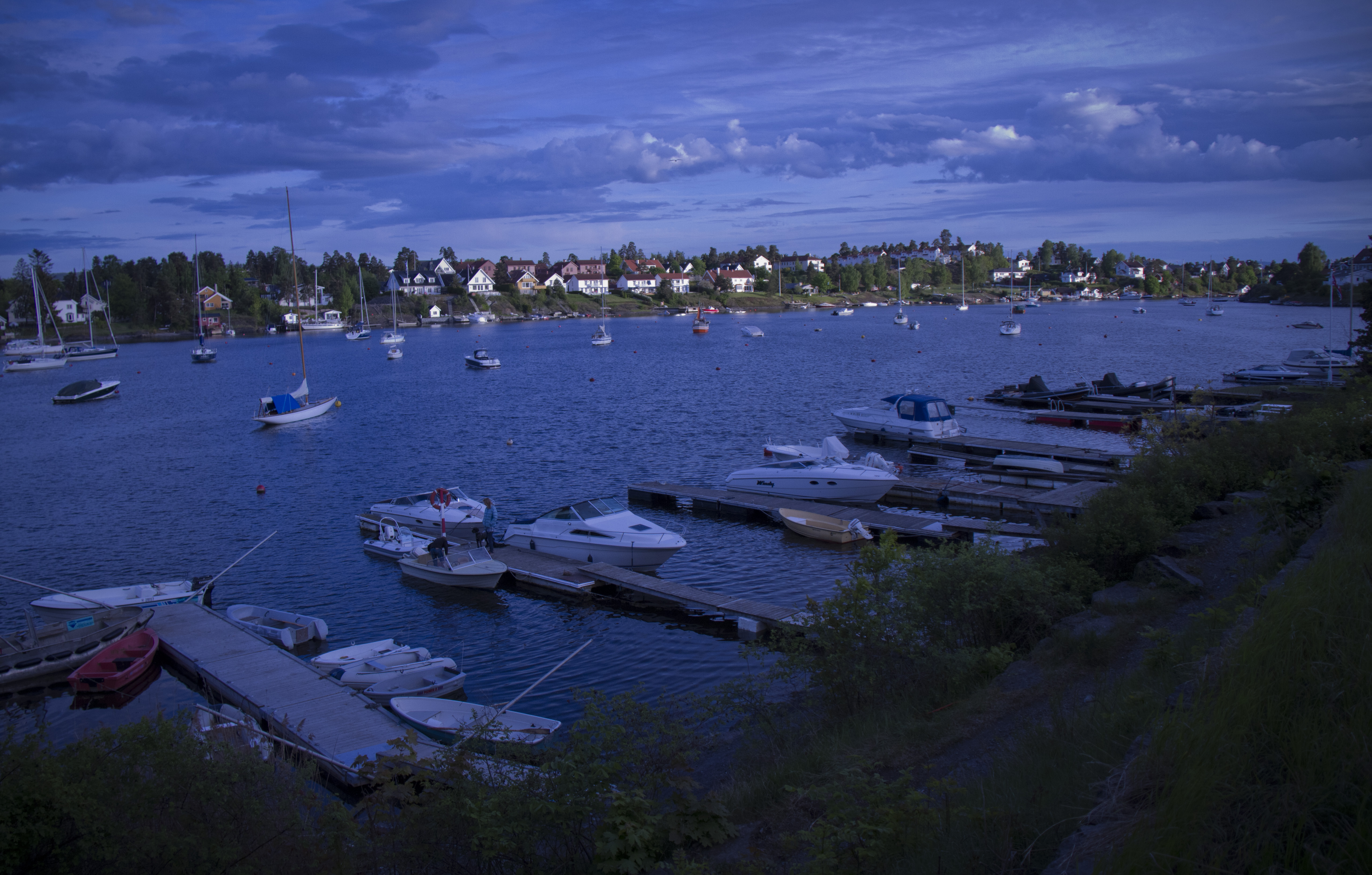
Snarøykilen, Anleger und Ankerplatz

Snarøya ist eine Halbinsel auf dem Gemeindegebiet von Bærum im Fylke Akershus in Norwegen. Die ehemalige Insel ist heute ein Wohngebiet mit 2807 Einwohnern (2005).

## Lage und Natur
Snarøya liegt zwischen dem Lysakerfjord im Osten sowie Süden, dem Snarøysund im Westen und dem Hundesund im Norden. Fjord und Sunde gehören zum äußersten Norden des Oslofjords. Die Halbinsel ist im Nordosten mit der Halbinsel Fornebu durch eine schmale Landbrücke verbunden. Sie umschließt im Osten den Seitenarm Snarøykil des Lysakerfjords.
Die benachbarten kleinen Inseln stehen seit 1992 unter Naturschutz. Das Gebiet wird von Zugvögeln besucht.

## Geschichte
Snarøya war bis zur ersten Hälfte des 19. Jahrhunderts eine Insel. Der Name Snarøya setzt sich etymologisch zusammen aus snar für Gestrüpp oder Buschwerk und dem Wort øya für Insel. Das Gut war bis 1616 ein Krongut. Als Bauer wird von 1612 bis 1640 Jon Snarøen urkundlich genannt. Christian Kølle besaß den Hof in den Jahren von 1770 bis 1803. Da er keine Anstellung als Pfarrer bekam, wurde er Bauer und Gründer einer Lateinschule. Seine auf der Insel geborene Tochter Catharine gilt als erste bekannte Malerin und Wanderreisende des Landes.
Valentin Fürst errichtete eine Mühle, nach deren Schließung das Gebiet der Insel parzelliert wurde. Von Fürst, der das Herrenhaus seit 1867 besaß, ging dieses 1923 an die Familie Caprino über, die es heute in vierter Generation besitzt. Im Filmstudio neben dem Gutshaus werden seit 1948 Trick- und Kinderfilme produziert, unter ihnen „Karius und Baktus“ (1954) und der „Hintertupfinger Grand Prix“ (1975, Flåklypa Grand Prix), der als erfolgreichster Film des Landes gilt.
Am 22. Mai 1946 stürzte die Junkers Ju 52 eines DNL-Linienflugs kurz nach dem Start vom benachbarten Flughafen Oslo-Fornebu ab. Beim „Flugunfall von Snarøya“ (Snarøya-ulykken) kamen 13 Insassen ums Leben, ein Passagier überlebte. Der Flughafen auf der Nachbarinsel wurde 1998 geschlossen und verlegt.

## Kulturdenkmale

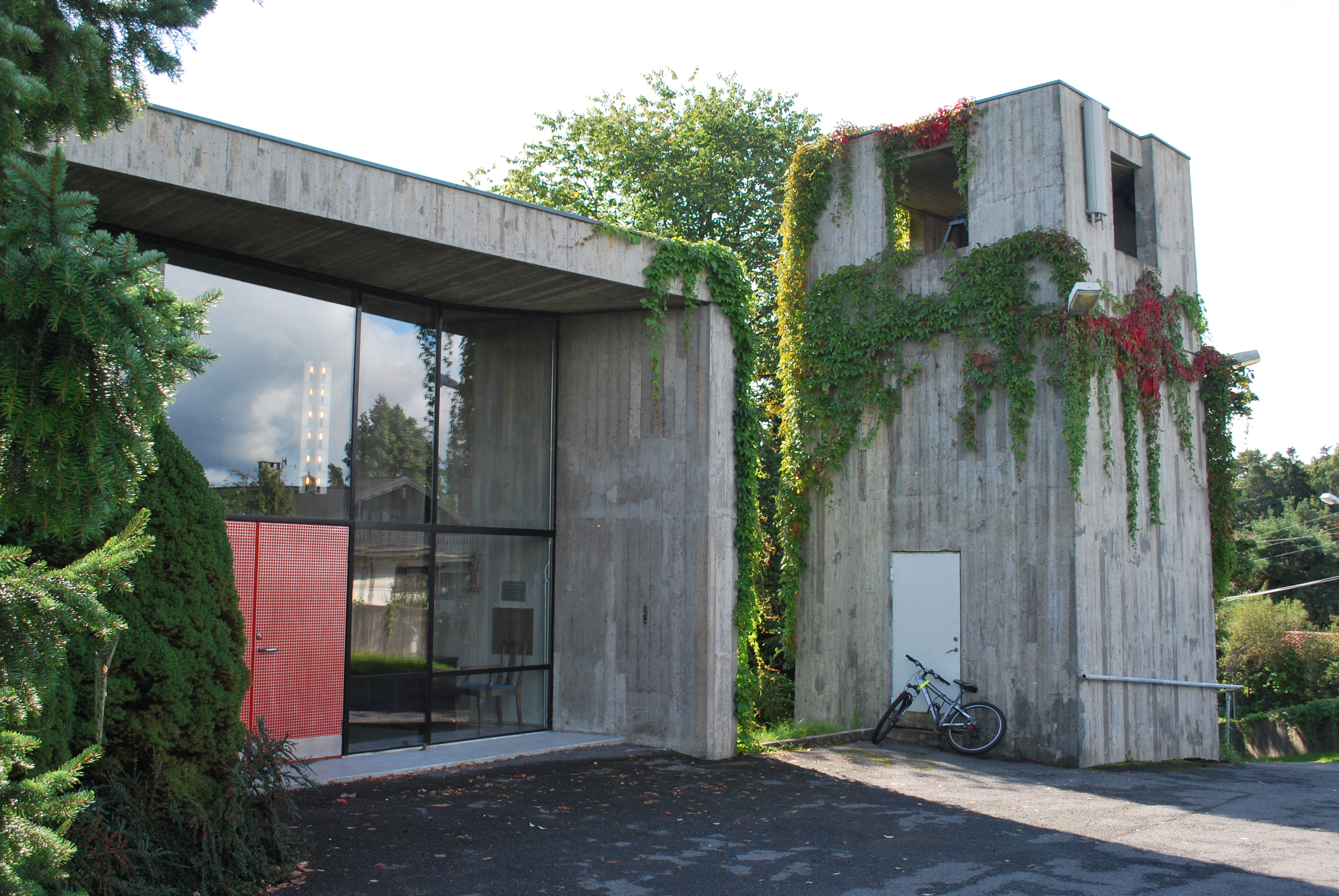
Snarøya kirke

In die Liste des Riksantikvaren sind eingetragen:
- «Snarøya kirke», die 1968 eingeweihte Kirche der Halbinsel. Sie wurde im Stil des Brutalismus entworfen und 1985 mit dem Architekturpreis «Betongtavlen» ausgezeichnet.[4]
- Am Ausgang des Snarøykil liegt unter Wasser eine archäologische Fundstätte.[5]

Nicht eingetragene Baudenkmale:
- «Snarøen Gamle Hovedgård»: Im März 2008 präsentierte Bærum das Herrenhaus von Snarøya als „Kulturdenkmal des Monats“. Das alte Hauptgebäude brannte am Heiligabend 1923 nieder und wurde auf den 450 Jahre alten Grundmauern im gleichen Stil wieder aufgebaut. Auch das Lagerhaus wurde erneuert. Das Gebäude der Brauerei – später Scheune, wurde 1991 durch ein Wohnhaus ersetzt. Das Filmstudio entstand 1952 und 1962.[2]

## Infrastruktur und Verkehr
- Auf Snarøya bestehen mehrere Schulen
- Die Halbinsel ist per Bus an den ÖPNV der Gemeinde und der Hauptstadt angeschlossen
- Mit dem Snarøykilen Båthavn besteht ein Ankerplatz für Sportboote im Snarøykil[6]

## Persönlichkeiten
- Catharine Hermine Kølle (1788–1859), Malerin und Wanderreisende
- Mario Caprino (1881–1959), Konsul, Künstler und Möbeltischler; verheiratet mit:
- Ingeborg Gude (1890–1963), Künstlerin, Puppenmacherin und Autorin; Sohn:
- Ivo Caprino (1920–2001), Trickfilm-Produzent, -regisseur und Drehbuchautor.